# Núcleo del predicado
El núcleo del predicado es el núcleo sintáctico del predicado, tradicionalmente se consideró que el verbo léxico de la oración principal debía ser considerado como el núcleo. Sin embargo, desde el punto de vista sintáctico moderno o generativista parece que es el elemento que tiene la flexión de tiempo (núcleo del sintagma de tiempo) el que tiene  el elemento que determina las propiedades del predicado y su tiempo consecutivo. Esto significa que si el verbo léxico de la oración principal está conjugado según el tiempo será el núcleo, pero si aparece un auxiliar junto al verbo léxico es el auxiliar el que debe ser considerado el núcleo sintáctico, aun cuando la interpretación semántica procederá del verbo léxico no-conjugado.